# Вінклер Олександр Адольфович
Вінклер Олександр Адольфович (нім. Alexander Gustav Winkler; 3 березня 1865, Харків, Російська імперія тепер Україна — 6 серпня 1935, Безансон, Франція) — вважається російським композитором, німець за походженням, народився в Україні, піаніст, музичний критик і педагог.
Закінчив Харківське музичне училище (учень Іллі Слатіна) і юридичний факультет Харківського університету (1887). Удосконалювався як піаніст в Парижі у Віктора Альфонса Дювернуа і в Відні у Теодора Лешетицького, займався також композицією у Карла Навратіла.
З 1890 року, повернувшись до Харкова, викладав фортепіано в Харківському училищі. У 1896—1924 рр. викладач фортепіано в Санкт-Петербурзькій консерваторії, з 1908 р професор. Серед його учнів — С. С. Прокоф'єв.
У 1902—1910 рр. виступав як музичний критик. Автор статей в петербурзькій німецькій газеті "St. Petersburger Zeitung ".
Автор камерних творів, в тому числі двох струнних квартетів (перший, до мажор, 1897, отримав премію Санкт-Петербурзького товариства камерної музики), фортепіанного квартету, фортепіанних п'єс, пісень. Входив в Бєляєвський гурток.
У 1924 році емігрував до Франції і оселився в Безансоні, де став викладати в консерваторії.